# MVP (album)
 (mars 2022).
Pour les articles homonymes, voir MVP.
Albums de Mister V
Double V
(2017)
Singles
1. Jamais (feat. PLK)
Sortie : 4 décembre 2019

MVP est le deuxième album studio de Mister V sorti le 31 janvier 2020. 
Son nom peut signifier Most Valuable Panda, forme dérivée du terme original Most Valuable Player, qui est une récompense attribuée aux joueurs de basket-ball. Ou plus récemment Mister V Panda.
Une réédition de l'album sort le 15 janvier 2021 avec six nouveaux titres dont des collaborations avec les rappeurs Naza, Laylow et Gazo.

## Liste des titres
| Édition standard | Édition standard    | Édition standard            | Édition standard                          | Édition standard | Édition standard | Édition standard | Édition standard | Édition standard | Édition standard |
| No               | Titre               | Auteur                      | Producer(s)                               | Durée            |                  |                  |                  |                  |                  |
| ---------------- | ------------------- | --------------------------- | ----------------------------------------- | ---------------- | ---------------- | ---------------- | ---------------- | ---------------- | ---------------- |
| 1.               | Clinton             | Mister V, Karmen            | Karmen, Pinkman                           | 2:32             |                  |                  |                  |                  |                  |
| 2.               | Jamais (feat. PLK)  | Mister V, PLK               | Geronimo Beats, Karmen                    | 3:14             |                  |                  |                  |                  |                  |
| 3.               | Tudo Bem            | Mister V, Juice, Karmen     | Kozbeatz                                  | 3:14             |                  |                  |                  |                  |                  |
| 4.               | Femme de ménage     | Mister V, Juice             | Geronimo Beats, Karmen, Kerion York       | 3:08             |                  |                  |                  |                  |                  |
| 5.               | Vice City           | Mister V                    | Geronimo Beats, HKey Beats                | 3:23             |                  |                  |                  |                  |                  |
| 6.               | Vert                | Mister V, Juice             | Geronimo Beats                            | 2:55             |                  |                  |                  |                  |                  |
| 7.               | Boogie              | Mister V                    | Geronimo Beats, Karmen                    | 2:49             |                  |                  |                  |                  |                  |
| 8.               | Lidl                | Mister V, Juice, Karmen     | Almess Beats                              | 2:55             |                  |                  |                  |                  |                  |
| 9.               | Titanic             | Mister V                    | Geronimo Beats, HKey Beats                | 3:36             |                  |                  |                  |                  |                  |
| 10.              | Moulin Rouge        | Mister V, Karmen            | Karmen, Pyroman                           | 2:41             |                  |                  |                  |                  |                  |
| 11.              | Kung-fu             | Mister V, Juice, Samy Ceezy | Geronimo Beats                            | 2:50             |                  |                  |                  |                  |                  |
| 12.              | Pirelli (feat. Jul) | Mister V, Jul, Karmen       | Karmen, Kezah                             | 3:34             |                  |                  |                  |                  |                  |
| 13.              | Menace              | Mister V, Karmen            | Def Starz                                 | 3:21             |                  |                  |                  |                  |                  |
| 14.              | On y est            | Mister V, Karmen            | Binks Beatz, DJ YUNG VAMP, Karmen, KÜBE   | 3:20             |                  |                  |                  |                  |                  |
| 15.              | Gang (feat. Dosseh) | Mister V, Dosseh            | Geronimo Beats, Karmen                    | 2:49             |                  |                  |                  |                  |                  |
| 16.              | Payakaroon          | Mister V                    | Dylan Graham, Karmen, Limbo               | 2:43             |                  |                  |                  |                  |                  |
| 17.              | Miami Heat          | Mister V, Samy Ceezy        | Geronimo Beats                            | 2:34             |                  |                  |                  |                  |                  |
| 18.              | Facetime            | Mister V                    | DST The Danger, Karmen, Wladimir Pariente | 3:02             |                  |                  |                  |                  |                  |
| 54:40            |                     |                             |                                           |                  |                  |                  |                  |                  |                  |

| Réédition | Réédition              | Réédition                  | Réédition                        | Réédition | Réédition | Réédition | Réédition | Réédition | Réédition |
| No        | Titre                  | Auteur                     | Producer(s)                      | Durée     |           |           |           |           |           |
| --------- | ---------------------- | -------------------------- | -------------------------------- | --------- | --------- | --------- | --------- | --------- | --------- |
| 1.        | G-Wagon                | Mister V, Samy Ceezy       | Ozhora                           | 2:36      |           |           |           |           |           |
| 2.        | Le tour (feat. Naza)   | Mister V, Karmen, Naza     | DST The Danger, Karmen, Unfazzed | 2:53      |           |           |           |           |           |
| 3.        | Potion                 | Mister V, Juice            | DR, L$30, M6, rozé               | 2:49      |           |           |           |           |           |
| 4.        | Tempête (feat. Laylow) | Mister V, Laylow           | Caleb Bryant, Chapo, Heizenberg  | 4:44      |           |           |           |           |           |
| 5.        | Vettel                 | Mister V, Karmen           | Dee Mad, Neo Maestro             | 2:47      |           |           |           |           |           |
| 6.        | Gas (feat. Gazo)       | Mister V, Gazo, Samy Ceezy | Geronimo Beats, Samy Ceezy       | 3:07      |           |           |           |           |           |
| 18:56     |                        |                            |                                  |           |           |           |           |           |           |

## Singles
- Jamais (feat. PLK)  Diamant. Il est le premier single à être diffusé et clipé, le 4 décembre 2019[4].
- Gang (feat. Dosseh)  Platine. Le clip sort le jour de la sortie de l'album[5].
- Pirelli (feat. Jul)  Platine
- Gas (feat. Gazo)  Or
- Vice City  Or
- Facetime  Or
- Tudo Bem  Or

## Ventes et certifications

### Classements
| Classement (2020)            | Meilleure position |
| ---------------------------- | ------------------ |
| France (SNEP)                | 1                  |
| Belgique (Wallonie Ultratop) | 1                  |
| Belgique (Flandre Ultratop)  | 37                 |
| Suisse (Schweizer Hitparade) | 4                  |

### Certifications et ventes
| Région | Certification | Ventes/Streams           |
| ------ | ------------- | ------------------------ |
| France | Platine       | 110 000[réf. nécessaire] |